# Кулаково (Гродненская область)
Кулако́во (бел. Кулако́ва, пол. Kułakowo) — деревня в Сморгонском районе Гродненской области Белоруссии.
Входит в состав Коренёвского сельсовета.
Расположена в центральной части района. Расстояние до районного центра Сморгонь по автодороге — около 14 км, до центра сельсовета деревни Корени по прямой — чуть более 13 км. Ближайшие населённые пункты — Глинно, Новинка, Слобода.
Согласно переписи 1999 года постоянного населения в деревне Кулаково нет.
До 2008 года Кулаково входило в состав Белковщинского сельсовета.